# 三日月 (睦月型駆逐艦)
|              | |
| 艦歴         | |
| 建造所       | 佐世保海軍工廠                                                                                              |
| 起工         | 1925年8月21日                                                                                               |
| 進水         | 1926年7月12日                                                                                               |
| 竣工         | 1927年5月5日（第三十二号駆逐艦）                                                                            |
| 喪失         | 1943年7月29日                                                                                               |
| 除籍         | 1943年10月15日                                                                                              |
| 要目（計画） | |
| 排水量       | 基準：1,315トン、常備：1,445トン                                                                            |
| 全長         | 102.72m |
| 全幅         | 9.16m |
| 吃水         | 2.92m |
| 機関         | ロ号艦本式缶4基 艦本式タービン2基 2軸、38,500馬力                                                           |
| 速力         | 37.25ノット                                                                                                 |
| 航続距離     | 14ノットで4,500海里                                                                                         |
| 燃料         | 重油450トン                                                                                                 |
| 乗員         | 154名 |
| 兵装         | 45口径三年式12cm単装砲4門 留式7.7mm機銃2挺 61cm3連装魚雷発射管2基6門 （八年式魚雷12本） 爆雷投射器 爆雷12個 |

三日月（みかづき）は日本海軍の駆逐艦。一等駆逐艦睦月型（卯月型）の10番艦である。艦名は旧暦3日の月のこと。艦名は初代神風型駆逐艦の「三日月」に続いて2代目。

## 艦歴
1923年（大正12年）度計画艦。1925年（大正14年）2月16日、佐世保にて建造予定の睦月型駆逐艦は「第三十二号駆逐艦」と命名される。なお同日附で妙高型重巡洋艦「足柄」と「羽黒」も命名されている。同日附で「足柄、羽黒」は一等巡洋艦に、「第32号駆逐艦」は一等駆逐艦に類別された。
「第32号駆逐艦」は佐世保海軍工廠で同年8月21日起工、1926年（大正15年）7月12日進水、1927年（昭和2年）5月5日に竣工。佐世保鎮守府に所属した。1928年（昭和3年）8月1日附で「第32号駆逐艦」は「三日月」と改名された。「三日月」、「菊月」、「望月」、「夕月」の睦月型4隻で第23駆逐隊を編制していた。
1937年（昭和12年）からの支那事変により中支、南支方面に進出する。1940年（昭和15年）11月15日、「望月」が第30駆逐隊に転出し、同隊より睦月型「卯月」が23駆逐隊に編入された。1941年（昭和16年）4月10日、「三日月」は第三航空戦隊付に転出した。

### 太平洋戦争
1941年（昭和16年）12月8日以降の太平洋戦争では、第1艦隊・第三航空戦隊の所属として空母「鳳翔」や「瑞鳳」の護衛任務につき、緒戦は内海で待機する。1942年（昭和17年）6月上旬のミッドウェー海戦に第二艦隊司令長官近藤信竹中将（重巡洋艦「愛宕」）指揮下の攻略部隊本隊として参加。7月以降は内地と台湾間の船団護衛に従事する。
1943年（昭和18年）3月31日、卯月型3隻（三日月、望月、卯月）で第30駆逐隊が再編成された。1942年8月-9月に睦月型「睦月、弥生」の2隻を喪失していた30駆は、12月1日附で解隊されていたのである。第30駆逐隊は4月1日附で外南洋部隊と第三水雷戦隊のそれぞれに編入された。この頃の「三日月」は3月から6月まで佐世保海軍工廠で修理、その後はラバウル方面に進出し、ソロモン諸島における強行輸送任務に従事する。「三日月」以下第30駆逐隊は第三水雷戦隊（旗艦「川内」）の指揮下にあり、第16駆逐隊「雪風」や第17駆逐隊「浜風、谷風」等と数々の海戦や輸送作戦に参加する事になった。
6月30日、アメリカ軍はニュージョージア諸島レンドバ島に上陸を開始、増援部隊指揮官（三水戦司令官秋山輝男少将）は直率部隊（秋月型駆逐艦《新月》、第30駆逐隊《望月》、皐月、夕凪）と先行部隊（第11駆逐隊《天霧、初雪》、第22駆逐隊《長月、水無月》、三日月）を率いて7月1日午前零時レンドバ島西方に到達したが、米艦艇の姿はなかった。7月2日23時〜3日午前1時、秋山司令官は突撃隊（新月/旗艦、第11駆逐隊《天霧、初雪》、第22駆逐隊《長月、皐月》、第30駆逐隊《望月》）、陽動隊（軽巡夕張、駆逐艦《夕凪、三日月》）を率いてレンドバ島沖合に進出、陸上砲撃は失敗したが、米軍魚雷艇2隻を撃沈した。7月5日深夜、支援隊（新月、涼風、谷風）・第一次輸送隊（望月、三日月、浜風）・第二次輸送隊（天霧、初雪、長月、皐月）はコロンバンガラ島輸送作戦中に米軍巡洋艦3隻・駆逐艦4隻と交戦、「新月、長月」と米巡「ヘレナ」が沈没し、「新月」と共に秋山司令官以下第三水雷戦隊司令部は全滅した。
7月9日17時、外南洋部隊指揮官は主隊（重巡鳥海、軽巡川内）、警戒隊（雪風、夕暮、谷風、浜風）、輸送隊（皐月、三日月、松風、夕凪）を率いてブインを出撃、コロンバンガラ島へ進出するが米艦隊は出現せず、陸兵1200名と軍需物資の輸送作戦は成功した。
7月10日、戦死した秋山少将の後任として伊集院松治大佐が着任し、軽巡「川内」に将旗を掲げた。新司令部の準備がととのうまでの間、第二水雷戦隊が輸送任務を担当することになった。
7月12日、第二水雷戦隊司令官伊崎俊二少将（旗艦「神通」）率いる増援部隊は再びコロンバンガラ島への輸送任務に従事する。警戒隊（神通、清波、雪風、浜風、夕暮、三日月）はラバウルを、輸送隊（皐月、水無月、夕凪、松風）はブインを出撃、合同してコロンバンガラ島へ向かう。同日23時、第二水雷戦隊は米軍巡洋艦3・駆逐艦10隻と遭遇、コロンバンガラ島沖海戦が勃発する。合戦時、警戒隊は「三日月、神通《旗艦》、雪風、浜風、清波、夕暮」という単縦陣である。魚雷次発装填装置のない「三日月」は最初の魚雷発射後、「雪風」以下警戒隊と分離して北上した。米側は巡洋艦3隻が大破し駆逐艦1隻が沈没、日本側は「神通」が沈没し伊崎二水戦司令官以下第二水雷戦隊司令部は全滅した。

### 沈没
1943年（昭和18年）7月25日、トラック泊地より第27駆逐隊の駆逐艦2隻（時雨、有明）が「三日月」の停泊するラバウルに到着した。東部「ニューギニア」方面作戦輸送に参加するためである。ただし「有明」は機関部の故障により最大発揮可能速力28ノットであった。「時雨」はラバウル到着後、レカタ〜ブイン輸送任務に従事するため、「三日月、有明」とは別行動を取っていた。
27日午前10時、第30駆逐隊司令（折田常雄中佐）が座乗する「三日月」は、臨時編入された「有明」と共にラバウルを出撃、ニューブリテン島・ツルブへの輸送任務に従事する。途中ココボで陸軍兵及び軍需物資を移載し目的地へ向かうが、23時、「三日月、有明」ともグロスター岬49度5浬のリーフに速力26ノットで座礁してしまう。両艦の損傷は重大であった。「三日月」は兵員室下部倉庫に浸水、左舷推進軸屈曲使用不能、屈曲した右舷推進器は午前3時1分に脱落した。「有明」は左舷後部の座礁により最大速力6ノットとなった。「有明」は28日0時43-45分離礁に成功したため、駆逐隊司令は「有明」に移乗。三日月搭載人員や物資も移載した「有明」は「三日月」を残置して現場を離れ、6時-7時40分の間ツルブで揚陸作業を行う。
一方、ラバウルの第三水雷戦隊司令部も遭難した「三日月、有明」のため救援艦の派遣を検討する。28日午前2時、「川内、皐月、望月」は救援のためにラバウルを出撃するが、途中で反転し帰投。かわりに駆逐艦「秋風」が現場へ向かうことになった。
その頃、座礁現場に残された「三日月」は燃料や糧食を投棄し重量物を減らして離礁を試みていたが、無事だった右舷推進軸も脱落して完全に行動不能となり、10時30分頃に戻ってきた「有明」による救援作業も失敗、13時30分をもって折田司令は「有明」にラバウル帰投を命じた。
しかし、両艦はアメリカ陸軍のB-25爆撃機約20機の空襲を受ける。「有明」は爆弾3発が命中して14時40分に沈没。「三日月」には右舷機械室水線近くに命中弾1があり、横4.5m-縦1.5mの破孔が生じた他、船体各部に被害が生じた。進退不能となった「三日月」の現状に対し、折田司令は駆逐艦「秋風」の到着をもって「三日月」の放棄を決定、「三日月、有明」生存者は同艦に移乗した。戦死者7名、重傷者12名、軽傷者25名、未収容者85名、「秋風」に170名移乗と記録されている。沈没地点南緯5度27分 東経148度25分 / 南緯5.450度 東経148.417度。
8月2日深夜、駆逐艦2隻（江風、松風）がツルブに到着。ツルブ行の便では7月28日に座礁沈没した「三日月」を調査するため調査員4名（同艦駆逐艦長ふくむ）が便乗しており、有明生存者のうち56名はラバウルへ帰投する「江風、松風」に便乗してツルブを離れた。
10月15日、「三日月」は卯月型駆逐艦、
第30駆逐隊、
帝国駆逐艦籍、
それぞれから除籍された。10月24日、姉妹艦「望月」も撃沈され、第30駆逐隊所属の駆逐艦は次々に喪失した。

## 歴代艦長
※『艦長たちの軍艦史』259-260頁による。

### 艤装員長
1. 一ノ瀬英太 中佐：1926年12月1日 - 1927年3月1日[36]

### 艦長
1. 一ノ瀬英太 中佐：1927年3月1日[36] - 1927年11月1日
2. 山中順一 中佐：1927年11月1日 - 1928年5月7日[37]
3. 石戸勇三 中佐：1928年5月7日[37] - 1928年12月10日[38]
4. 中円尾義三 中佐：1928年12月10日 - 1929年11月1日
5. 西村祥治 少佐：1929年11月1日 - 1930年11月15日[39]
6. （兼）岡野慶三郎 少佐：1930年11月15日 - 1931年1月8日[40]
7. （兼）佐藤俊美 少佐：1931年1月8日[40] - 1931年12月1日[41]
8. 岡野慶三郎 少佐：1931年12月1日 - 1933年11月15日
9. 篠田勝清 少佐：1933年11月15日 - 1934年11月15日[42]
10. 小西要人 少佐：1934年11月15日[42] - 1935年11月15日[43]
11. 金岡国三 少佐：1935年11月15日 - 1937年1月15日
12. 田口正一 少佐：1937年1月15日 - 1938年5月20日[44]
13. 大島一太郎 少佐：1938年5月20日 - 1938年12月1日[45]
14. 竹大孝志 少佐：1938年12月1日 - 1939年4月1日[46]
15. （兼）浜中脩一 少佐：1939年4月1日[46] - 1939年6月24日[47]
16. 杉岡幸七 少佐：1939年6月24日 - 1939年10月10日[48]
17. 杉谷永秀 少佐：1939年10月10日 - 1940年1月6日[49]
18. 志摩岑 少佐：1940年1月6日 -
19. 坂元常男 少佐：1940年11月15日[50] - 1941年8月20日[51]
20. 前田実穂 少佐：1941年8月20日 -
21. 山崎仁太郎 少佐：1942年8月5日 -